# تكنة آيت لحسن (مجاط)
تكنة آيت لحسن هي إحدى مشيخات المملكة المغربية، تتبع جغرافيا لإقليم شيشاوة وإداريًا لمجاط. يقدر عدد سكانها بـ 1292 نسمة حسب الإحصاء الرسمي للسكان والسكنى لسنة 2004.